# Північна ндебеле
Північна ндебеле, Ісіндебеле, Сіндебеле — мова Зімбабве, близька до мови зулу, містить клацаючі приголосні, недихальні приголосні утворюються при смоктальних рухах мовного апарату.

## Алфавіт
a b bh c d dl e f g hh hl i j k kh l m n ng ny o p ph q s t th tlh tj tjh tsh ts u v w x y z
Клацаючі приголосні:
- C — [! ] альвеолярний
- Q — [ǂ] піднебінний
- X — [ǁ] латеральний

Привітання:
- Лівуке нджані (livuke njani) — Доброго ранку!

## Відомі носії ісіндебеле
- Джошуа Нкомо
- Рупія Банда